# لوخار
بلدية لوخار (بالإسبانية: Lújar) هي بلدية تقع في مقاطعة غرناطة التابعة لمنطقة أندلوسيا جنوب إسبانيا.

## الديموغرافيا
بلغ عدد سكان بلدية لوخار 453 نسمة عام 2011 (وفقاً للمعهد الوطني الإسباني للإحصاء).
| 572 | 562 | 528 | 505 | 497 | 468 | 453 |